# Ministério do Desenvolvimento, Indústria, Comércio e Serviços
O Ministério do Desenvolvimento, Indústria, Comércio e Serviços (MDIC) é um órgão integrante da estrutura da administração pública federal direta, criado pela lei nº 3 782 de 22 de julho de 1960 durante o Governo Juscelino Kubitschek. Durante o governo do presidente Fernando Collor de Mello foi extinto e suas atribuições divididas em outros ministérios. Foi recriado no governo do presidente Itamar Franco.

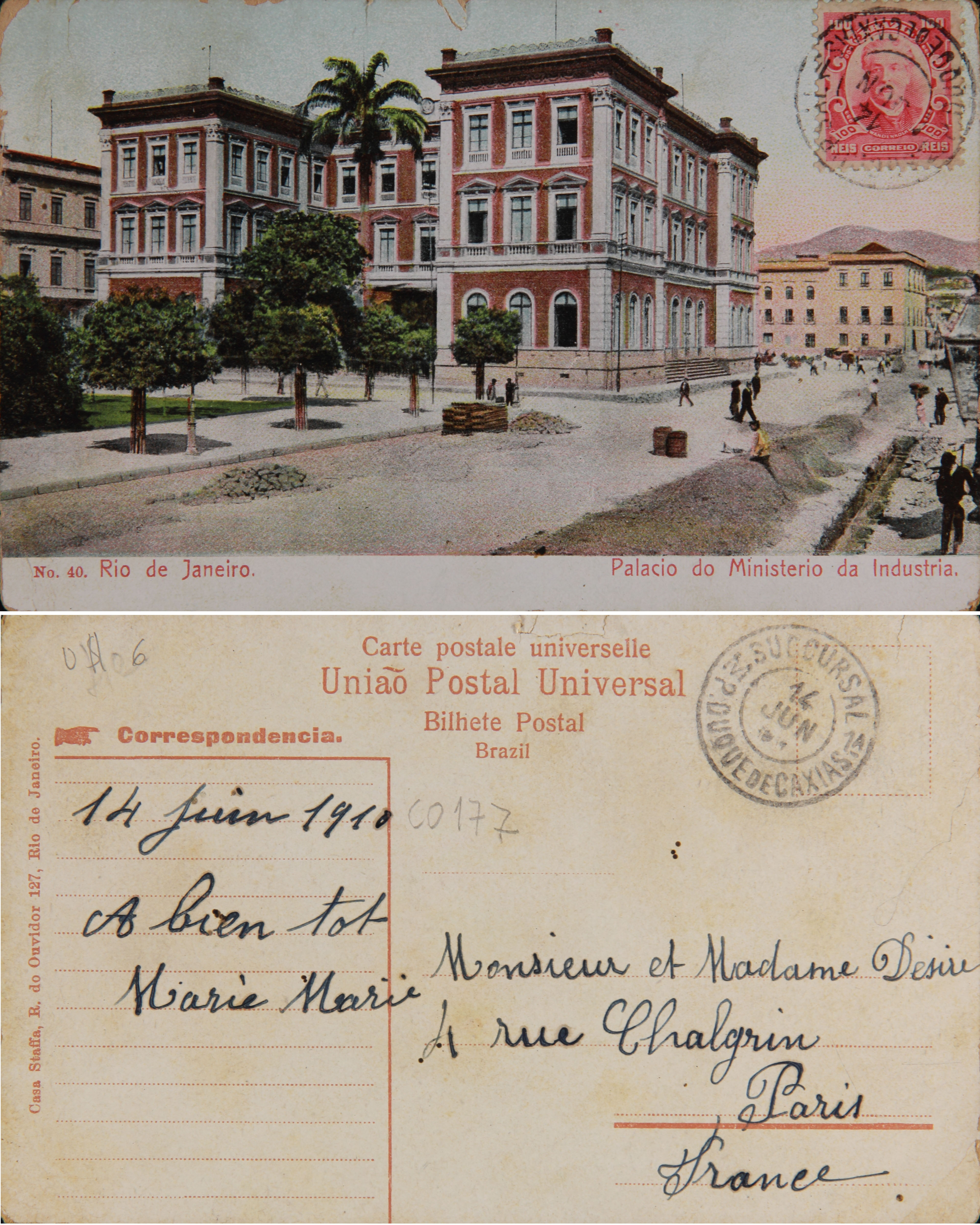
Palácio do Ministério da Indústria, no Rio de Janeiro, década de 1910.

Em 30 de outubro de 2018 foi anunciado pelo presidente eleito Jair Bolsonaro para o Ministério da Economia, a ser criado com a fusão dos ministérios da Fazenda, do Planejamento, Desenvolvimento e Gestão e da Indústria, Comércio Exterior e Serviços.
Em 2022, o presidente eleito Luiz Inácio Lula da Silva manifestou a intenção do desmembramento do Ministério da Economia em seus componentes originais, dentre eles o Ministério do Desenvolvimento, Indústria e Comércio. No dia 22 de dezembro, foi anunciado como titular da pasta o vice-presidente eleito, Geraldo Alckmin (PSB).
Em 2023 voltou a se chamar Ministério do Desenvolvimento, Indústria, Comércio e Serviços.

## Áreas de competência
- política de desenvolvimento da indústria, do comércio e dos serviços;
- propriedade intelectual e transferência de tecnologia;
- metrologia, normalização e qualidade industrial;
- políticas de comércio exterior;
- regulamentação e execução dos programas e atividades relativas ao comércio exterior;
- aplicação dos mecanismos de defesa comercial;
- participação em negociações internacionais relativas ao comércio exterior;
- formulação da política de apoio à microempresa, empresa de pequeno porte e artesanato;
- execução das atividades de registro do comércio.[8]

## Entidades vinculadas
- Superintendência da Zona Franca de Manaus (Suframa)
- Instituto Nacional da Propriedade Industrial (INPI)
- Instituto Nacional de Metrologia, Qualidade e Tecnologia (Inmetro)
- Agência Brasileira de Desenvolvimento Industrial (ABDI)